# Asota talboti
Asota talboti är en fjärilsart som beskrevs av Louis Beethoven Prout 1920. Asota talboti ingår i släktet Asota och familjen nattflyn. Inga underarter finns listade i Catalogue of Life.